# Legge di azione di massa
In chimica, l'azione di massa è la teoria secondo la quale un gran numero di piccole particelle (in particolare atomi o molecole), pur agendo ciascuna individualmente di moto casuale, possano di fatto essere ricondotte a un modello maggiore. Si prenda ad esempio una nuvola di gas in moto con data direzione: le singole molecole si muoveranno di moto casuale ma, se prese nell'insieme, hanno una certa direzione.

## Descrizione
La legge di azione di massa, formulata per la prima volta da Peter Waage e Cato Guldberg nel 1864, afferma che la velocità di una reazione chimica è proporzionale alla concentrazione delle sostanze partecipanti. Più formalmente, la variazione della quantità di prodotti è proporzionale al prodotto delle attività dei reagenti:
- nel caso di una reazione in cui concorrono gas, le attività sono uguali alle pressioni parziali;
- nel caso di una reazione acquosa ben mescolata, le attività sono uguali alle concentrazioni molari;

Pertanto, in una reazione come
{\displaystyle A+A+B\rightarrow A_{2}B},
la velocità di formazione è {\displaystyle {\frac {\operatorname {d} [A_{2}B]}{\operatorname {d} t}}=k\times [A]^{2}\times [B]} dove k è una costante.
Un caso generale è dato dalla reazione reversibile come
{\displaystyle A+A+B\rightleftharpoons C+D}
essendo
{\displaystyle {\frac {\operatorname {d} [C]}{\operatorname {d} t}}=k_{AB}\times [A]^{2}\times [B]-k_{CD}\times [C]\times [D]}
e significa che C e D sono prodotti dalla reazione diretta e consumati da quella inversa. Una conseguenza della legge di azione di massa è che dopo un certo tempo si creerà un equilibrio tra le due reazioni e
{\displaystyle k_{AB}\times [A]^{2}\times [B]=k_{CD}\times [C]\times [D]}
risultando nell'equazione seguente, spesso chiamata essa stessa legge di azione di massa:
{\displaystyle K={\frac {[C][D]}{[A]^{2}[B]}}={\frac {k_{AB}}{k_{CD}}}}
dove K è detta costante di equilibrio.